# Парк Гуель

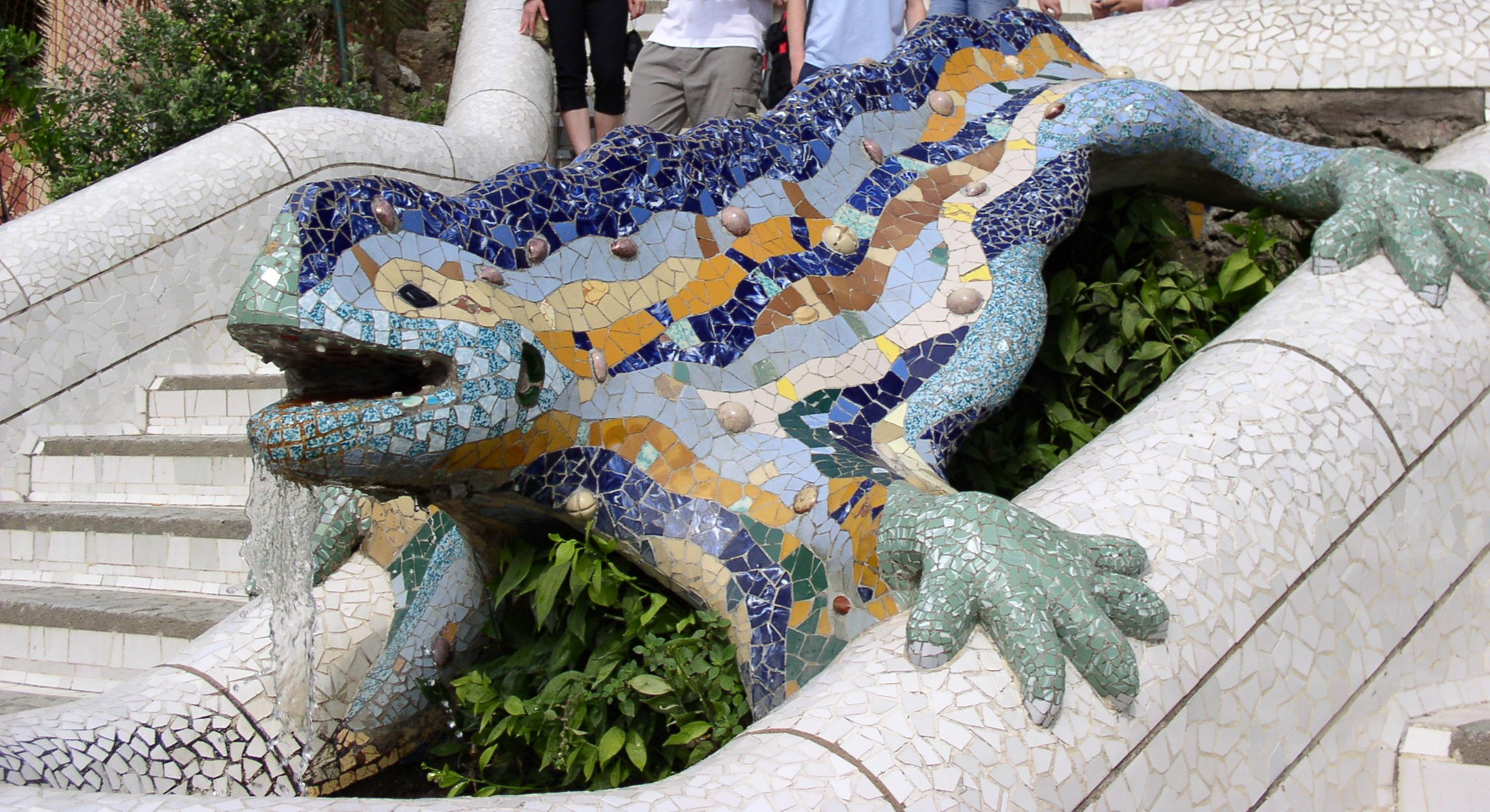
«Ал-Драк» - ящірка-дракон, символ Парку Гуель

Парк Гуе́ль (кат. Parc Güell, при відкритті називався Park Güell) — великий парк з численними будівлями, розташований в Барселоні. Був спланований архітектором Антоні Гауді, побудований між 1900 та 1914, як громадський парк відкритий у 1926. Займає площу 17,18 га (0,1718 км²), є одним з найбільших парків Південної Європи.

## Опис

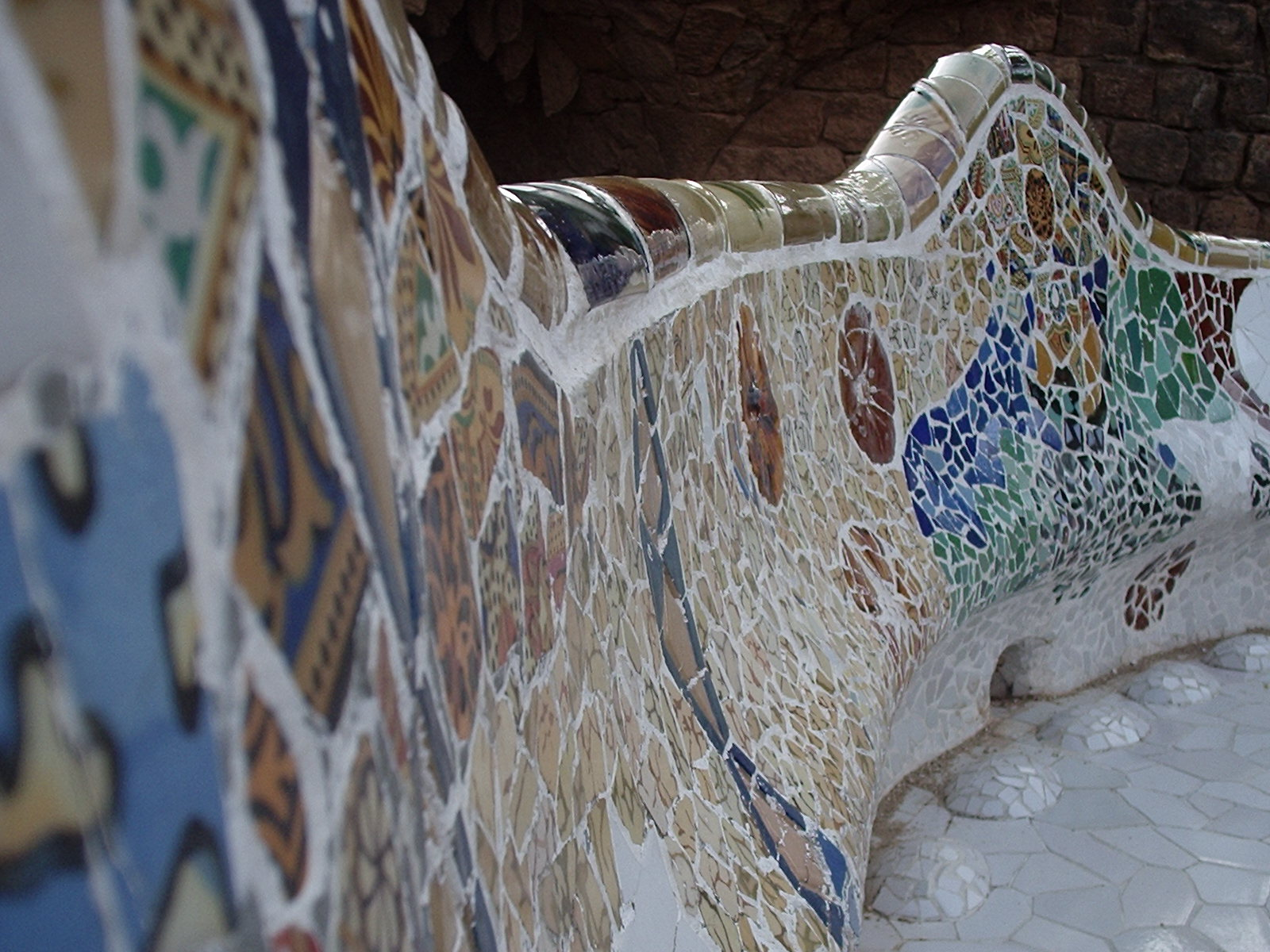
Лавка на центральній площі парку

Парк Гуель побудовано в характерному для Гауді стилі, йому притаманні звивисті форми (пр., змієвидна лавка), криві лінії тощо. Парк розміщений у центрі міста, але чітко відокремлений від нього і протистоїть йому — він знаходиться на узвишші, над центральною частиною міста, і його спокійна умиротворена атмосфера протиставлена метушні ділових кварталів Барселони.
Для парку Гуель за приклад Гауді взяв принцип англійських парків, однак наповнив свій сад архітектурними роботами в стилі ар нуво. У Гауді колони перетворюються на стовбури дерев, які нахилені під непрямими кутами до поверхонь, стелі побудов зроблені з каміння, що створює враження непевності та хисткості. 
Центральне місце в парку займає нерівна площа, краї якої є ста п’ятдесяти метровою змієвидною лавкою, створеною співробітником Гауді Жузепом-Марією Жюжолем (кат. Josep Maria Jujol). Як і багато інших елементів парку, ця лавка вкрита маленькими шматочками різноколірної кераміки.
Під площею знаходиться Зала 100 колон (кат. Sala de les cent columnes), у якій знаходиться 85 колон, що підтримують площу.
Емблемою парку є ящірка-дракон (кат. el Drac), яка насправді є уособленням елементу вогню в алхімії.

## Історія
Назва парку походить від прізвища багатого каталонського імпресаріо з відомої барселонської родини Аузебі Гуеля (кат. Eusebi Güell). Гуель став справжнім меценатом Гауді — його фінанси допомогли здійснити багато проектів майстра, включаючи парк Гуель.
Сам парк є результатом нездійсненого проекту забудови цієї місцевості 86 будинками для великої буржуазії міста. Насправді з 86 було продано лише 2 ділянки (на одній з них зараз знаходиться Будинок-музей Гауді (кат. Casa Museu Gaudí)). У 1926 р., після смерті Аузебі Гуеля, мерія міста викупила всі ділянки і на їхньому місці було створено громадський парк, відкритий для публіки. Сам Гауді від цього моменту повністю присвятив себе проекту свого життя — побудові Храму Святого Сімейства.
Пам’яткою історичного значення парк Гуель став у 1969 р. У 1984 р. ЮНЕСКО проголосило парк спадком людства.

## Практична інформація
- Парк Гуель розміщений за адресою вул. Улот (кат. Carrer Olot, читається карре́ Уло́т), 08024 Барселона.
- Парк розміщений за 15—20 хв. від центру міста, якщо їхати метро або машиною. До парку можна доїхати автобусами № 24, 25, туристичним автобусом північної зони або метро лінія 3.
- У парку є дитячий майданчик, бар, бібліотека, ковзанка, висаджено рідкісні рослини.
- Парк працює в листопаді—лютому з 10 до 18 год, у березні та жовтні з 10 до 19 год, у квітні та вересні з 10 до 20 год, з травня до серпня з 10 до 21 год, щодня, включаючи святкові дні. Парк належить муніципалітету Барселони, а саме структурі «Парки та сади мерії Барселони» (кат. Parc i Jardins de l'ajuntament de Barcelona)

## Галерея

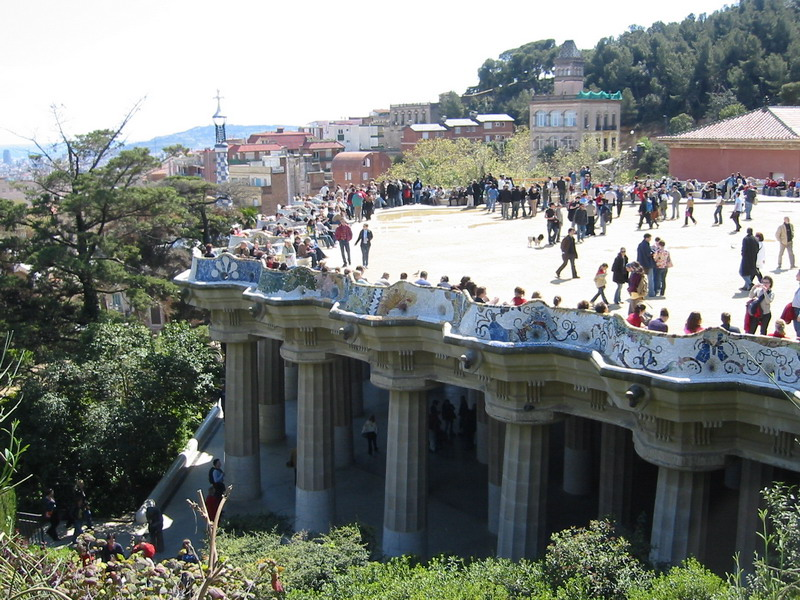
Центральна площа парку Гуель
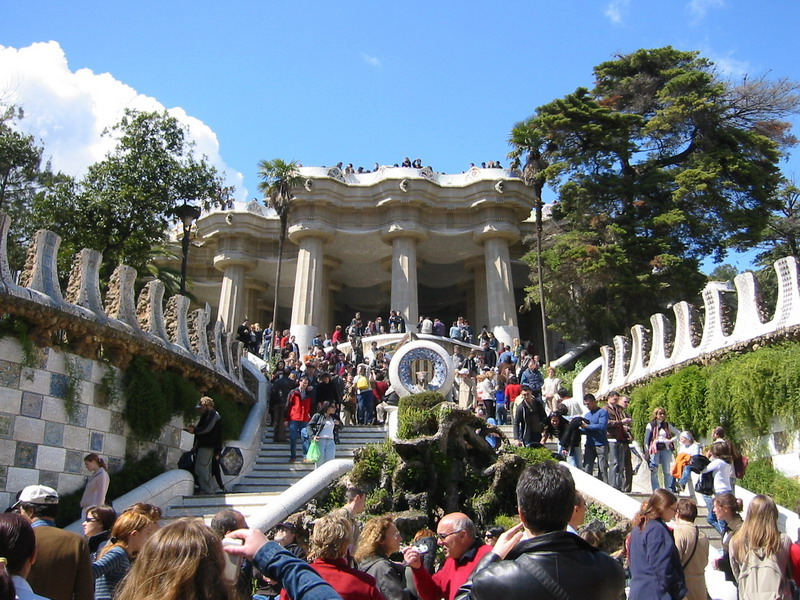
Центральні сходи
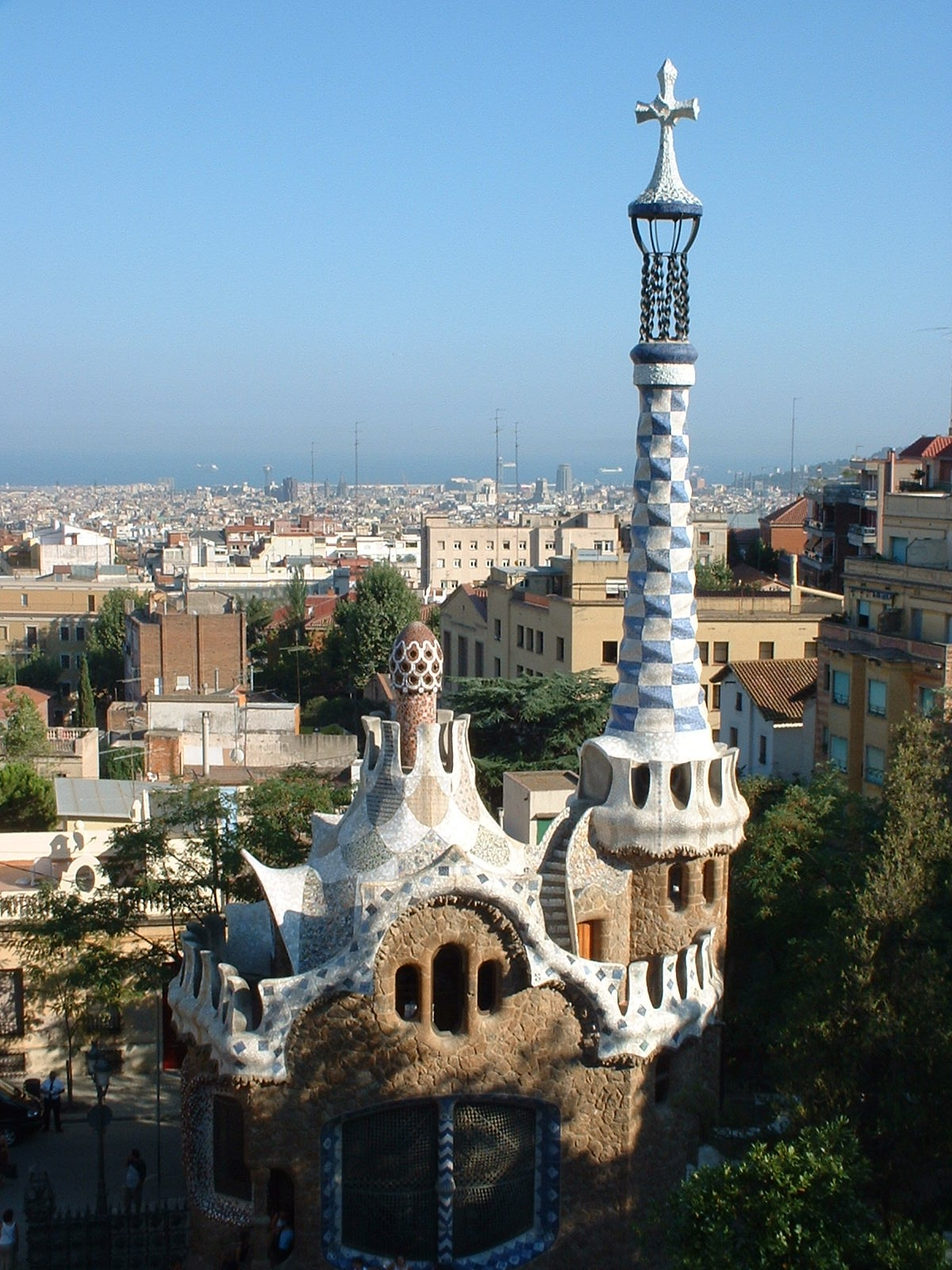
Вид з центральної площі на вхід до парку
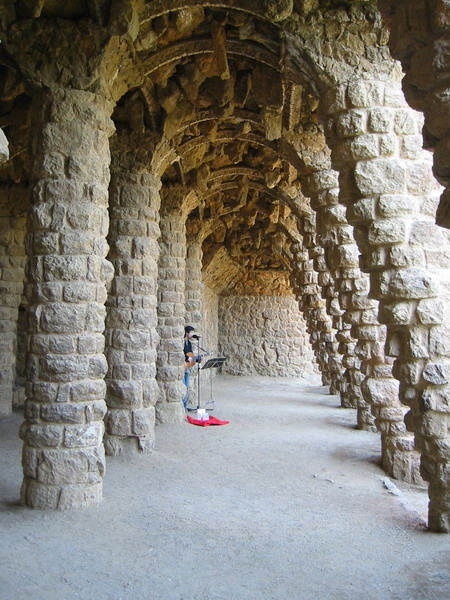
Колони
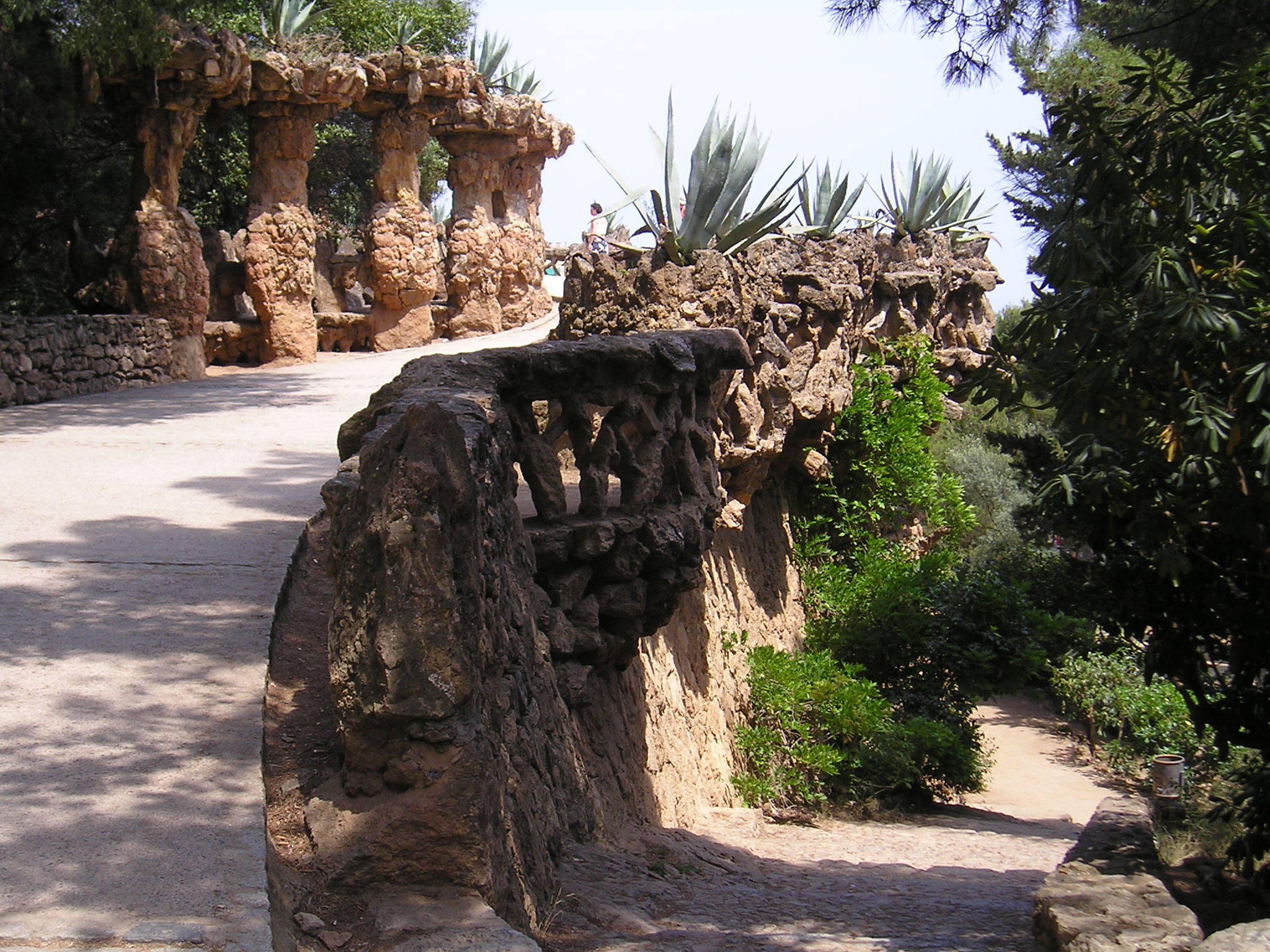
Дорога у парку Гуель
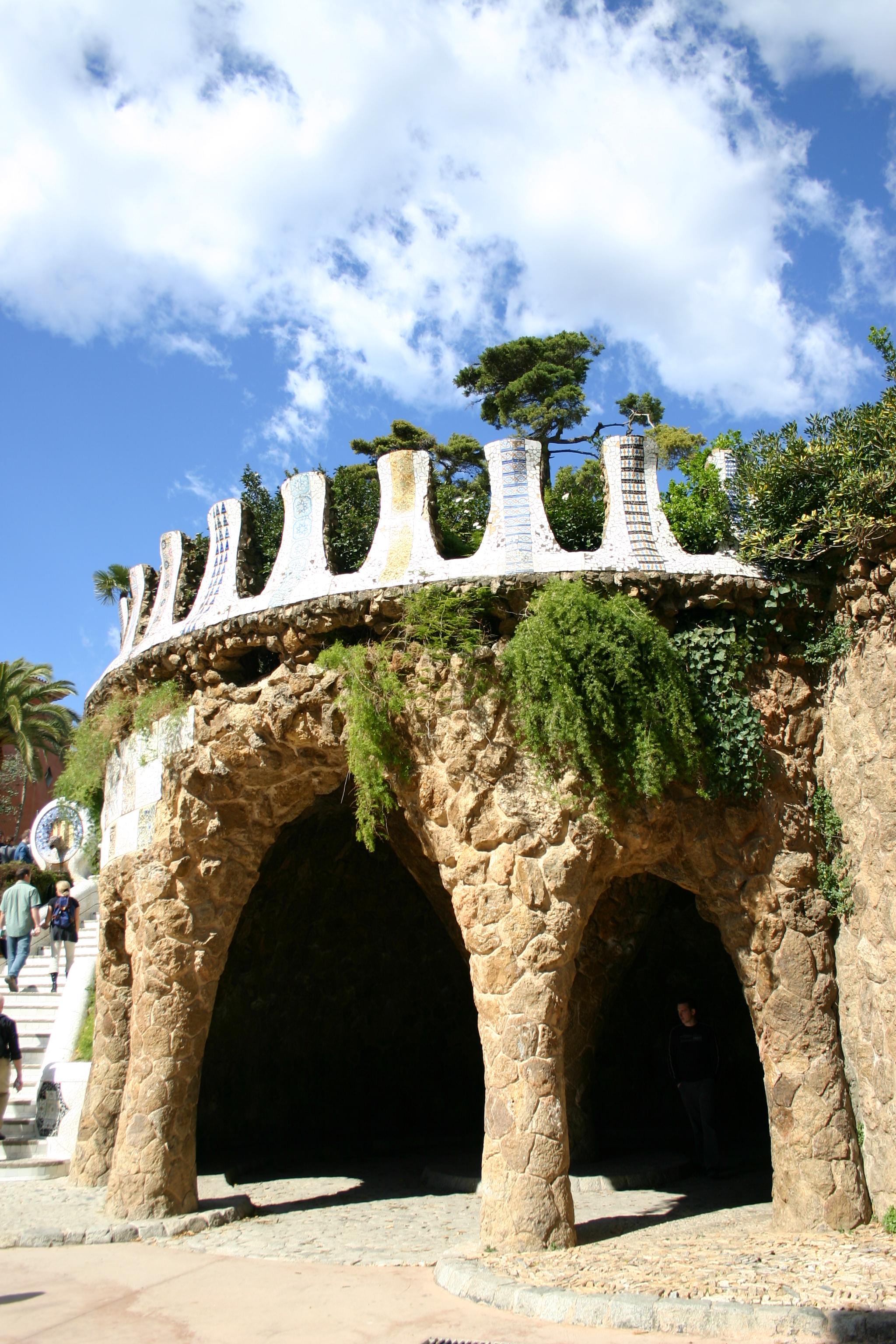
Гараж для екіпажів у Парку Гуель
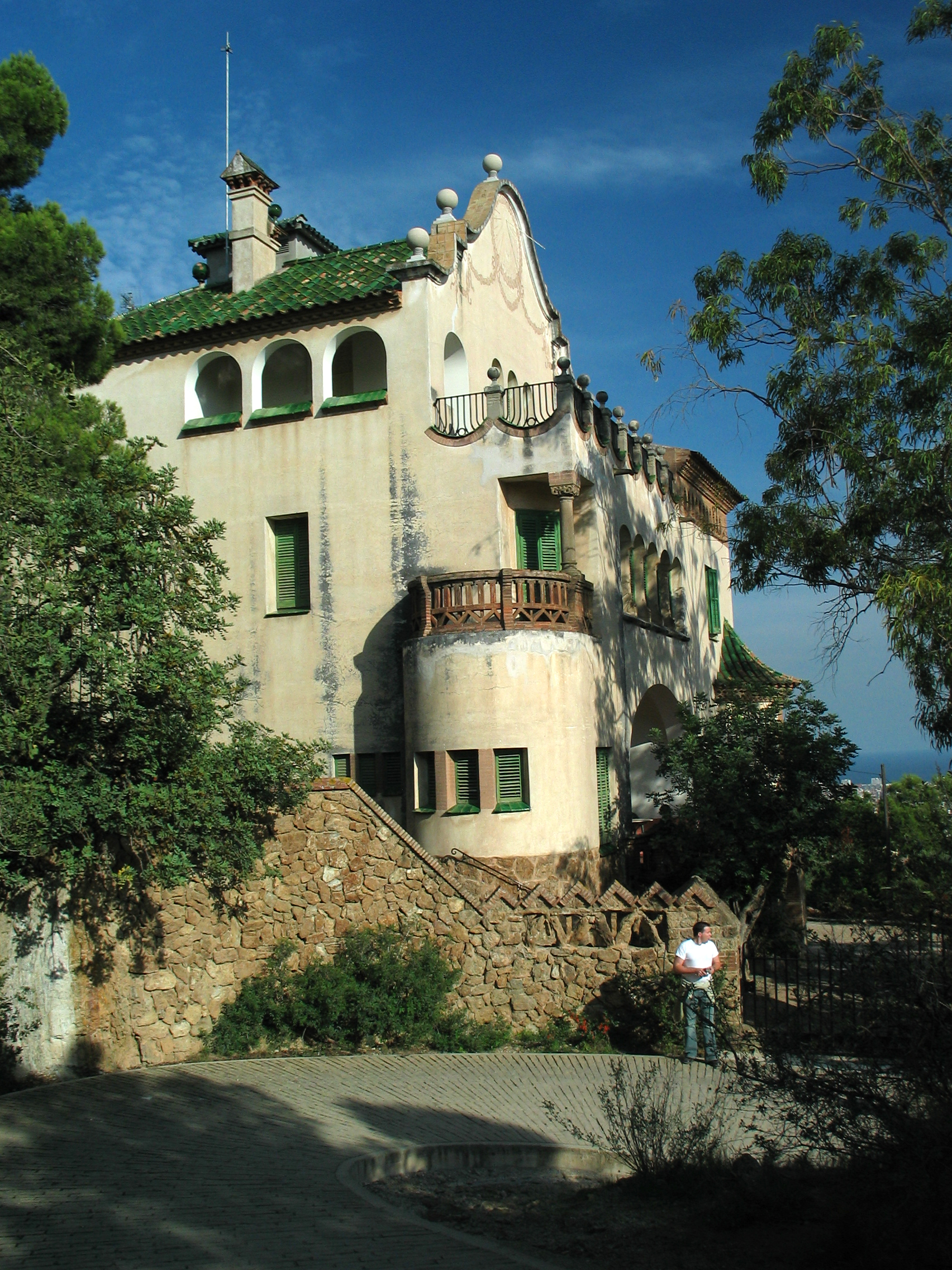
Будинок Марті Тріаса-і-Думенака (кат. Casa Martí Trias i Domènech)
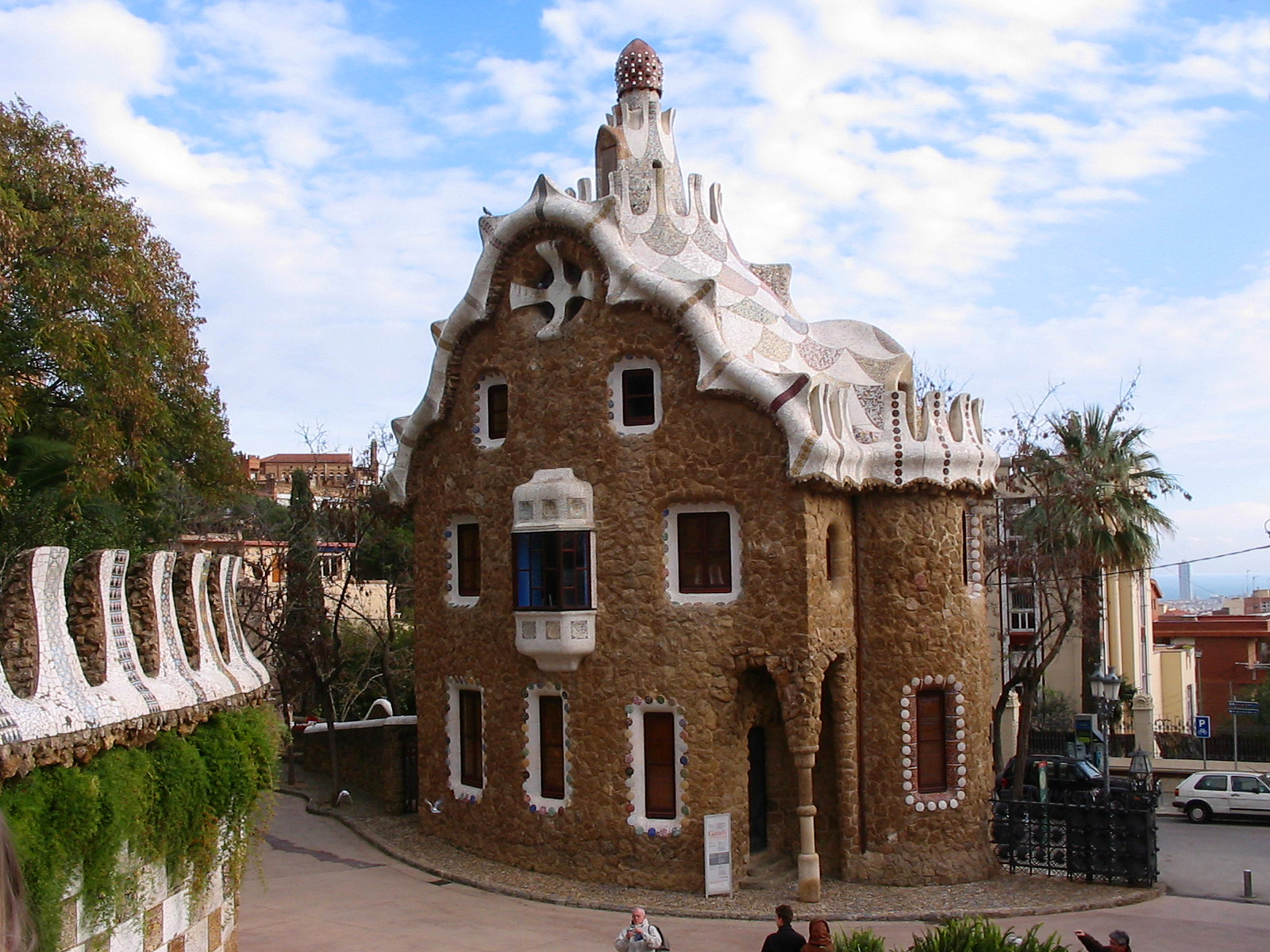
Будинок сторожа
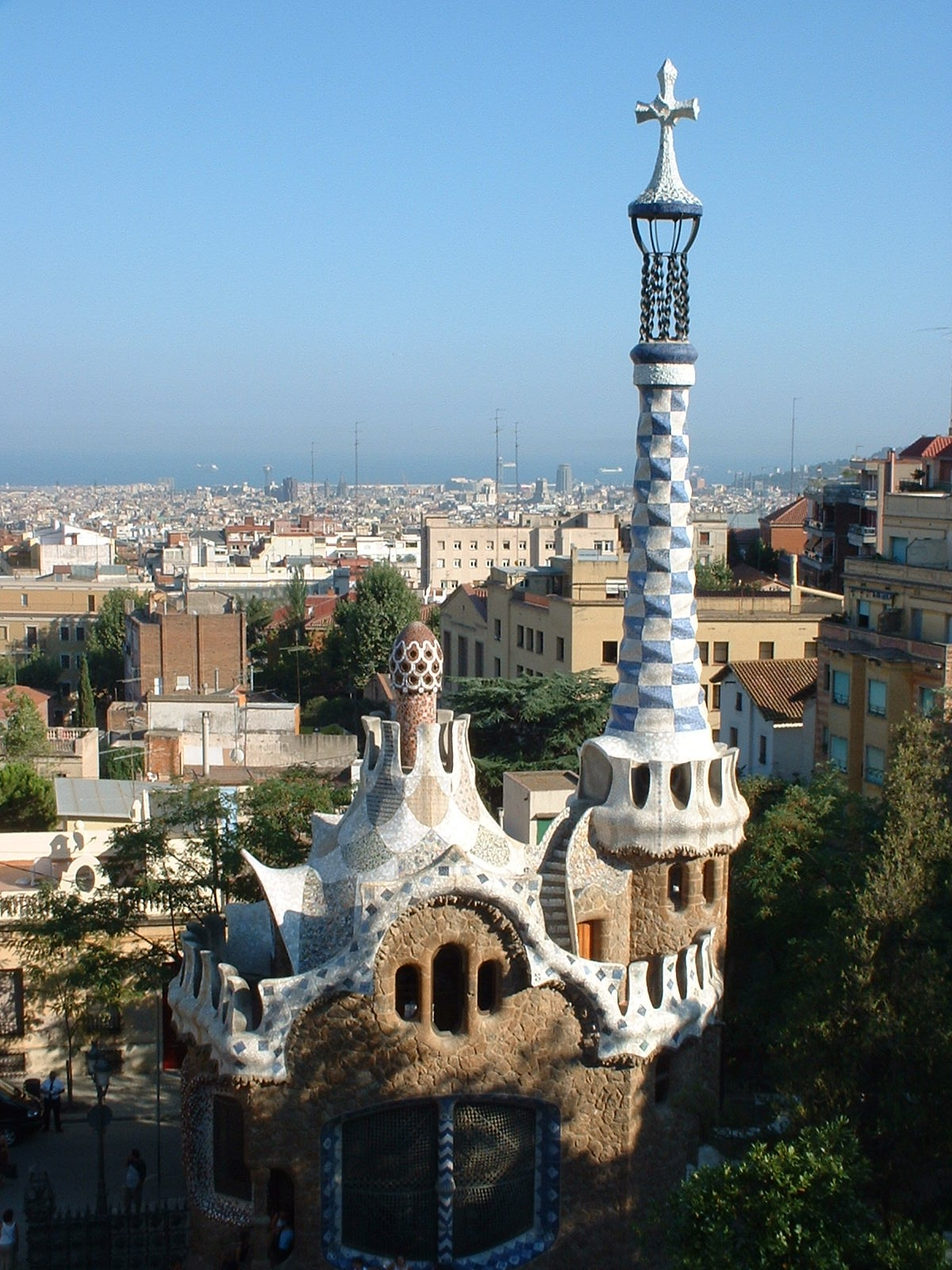
Будинок адміністрації парку
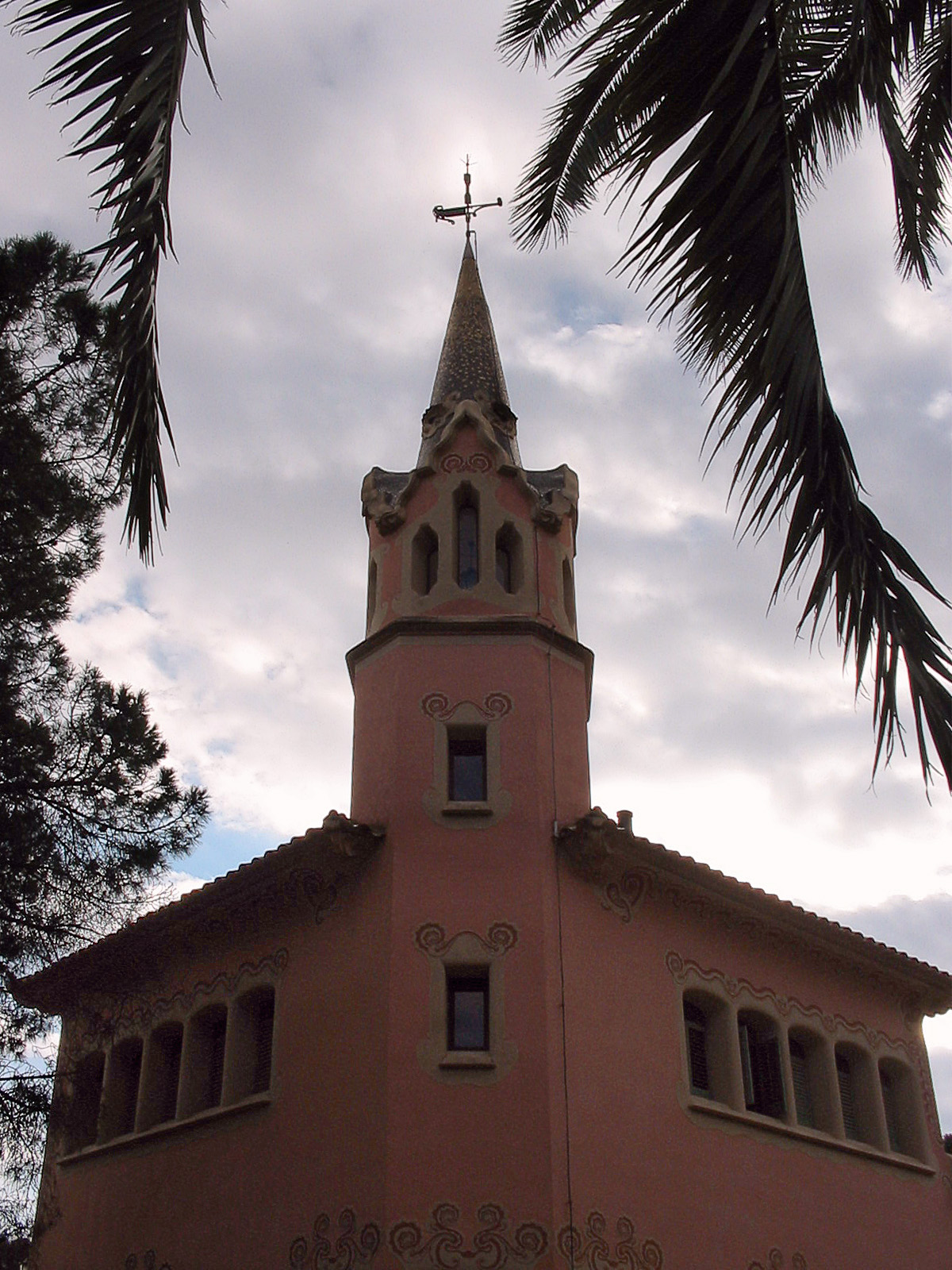
Будинок-музей